# Juuriainen
Juuriainen är en ö i Finland. Den ligger i sjön Muuruejärvi och i kommunen Viitasaari i den ekonomiska regionen  Saarijärvi-Viitasaari och landskapet Mellersta Finland, i den centrala delen av landet, 300 km norr om huvudstaden Helsingfors. Öns area är 1,07 kvadratkilometer och dess största längd är 1,9 kilometer i sydöst-nordvästlig riktning.